# (316010) Daviddubey
(316010) Daviddubey est un astéroïde de la ceinture principale.

## Description
(316010) Daviddubey est un astéroïde de la ceinture principale. Il est découvert le 19 mars 2009 à Mayhill par Norman Falla. Il présente une orbite caractérisée par un demi-grand axe de 2,22 UA, une excentricité de 0,23 et une inclinaison de 6,3° par rapport à l'écliptique.

## Compléments